# Château de Saint-Maixant
Le château de Saint-Maixant est situé sur la commune de Saint-Maixant dans le département de la Creuse, en France.

## Localisation
A 572 m d'altitude, il est situé en limite sud-est du village et bordé par un plan d'eau. C'est une propriété privée.

## Description
Ce château se caractérise par une importante élévation (il est équipé d'un ascenseur qui dessert 7 étages) avec deux tours rondes qui cernent la façade orientale et une tour carrée en saillie sur la façade ouest desservant l'édifice dotée d'un escalier à vis de 120 marches.

## Historique
Sans doute bâti à la place d'une ancienne forteresse à la fin du XIVe ou au début du XVe siècle, le château est caractéristique de l'architecture militaire de la Marche. Fief de la famille de La Roche-Aymon, il a appartenu ensuite à la famille du Plantadis dès la seconde moitié du XIXe. Il a été restauré à partir de 1867 par Léon Léonard du Plantadis, et récemment transformé en un lieu de réception.
Le château est inscrit partiellement pour ses façades et toitures au titre des monuments historiques par un arrêté du 2 novembre 1959.

## Galerie

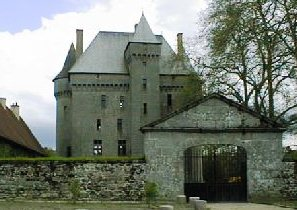
Le château en avril 2013.
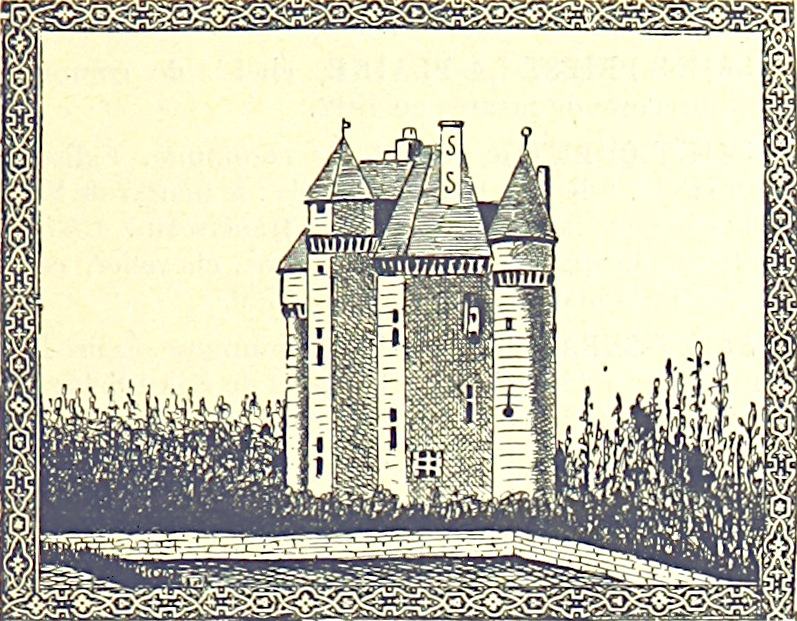
Illustration fin XIXe.

## Valorisation du patrimoine
Demeure d'exception sur un domaine de 13 ha, le château et les dépendances sont valorisées pour le tourisme avec salles de réception, gîtes, 5 chambres d'hôtes, table d'hôtes, piscine et spa.